# La vie est pleine d’imprévus
Pour plus de détails, voir Fiche technique et Distribution.
La vie est pleine d’imprévus (Жизнь забавами полна) est un film russe  réalisé par Piotr Todorovski, sorti en 2001,.

## Fiche technique
- Titre : La vie est pleine d’imprévus
- Réalisation : Piotr Todorovski
- Scénario : Piotr Todorovski
- Photographie : Vladimir Chevtsik
- Musique : Piotr Todorovski
- Pays : Russie
- Genre : drame
- Durée : 98 minutes
- Sortie : 2001

## Distribution
- Irina Rozanova : Véra Nikolaïevna
- Vladimir Simonov : Sergueï
- Andreï Panine : Victor
- Roman Madianov : Édik
- Larissa Oudovitchenko : Lyra Valentinovna
- Iouri Kouznetsov : mari de Lyra
- Lioudmila Arinina : Mariana Fedorovna
- Vladimir Kachpour : Vassili Efimovitch
- Marina Moguilevskaïa : Tamara
- Alexandre Robak : garde du corps

## Récompenses
- 2002 : Festival du cinéma russe à Honfleur - prix du meilleur scénario et prix du meilleur rôle féminin (pour Irina Rozanova)